# Carrick (hippomobile)
Pour les articles homonymes, voir Carrick.

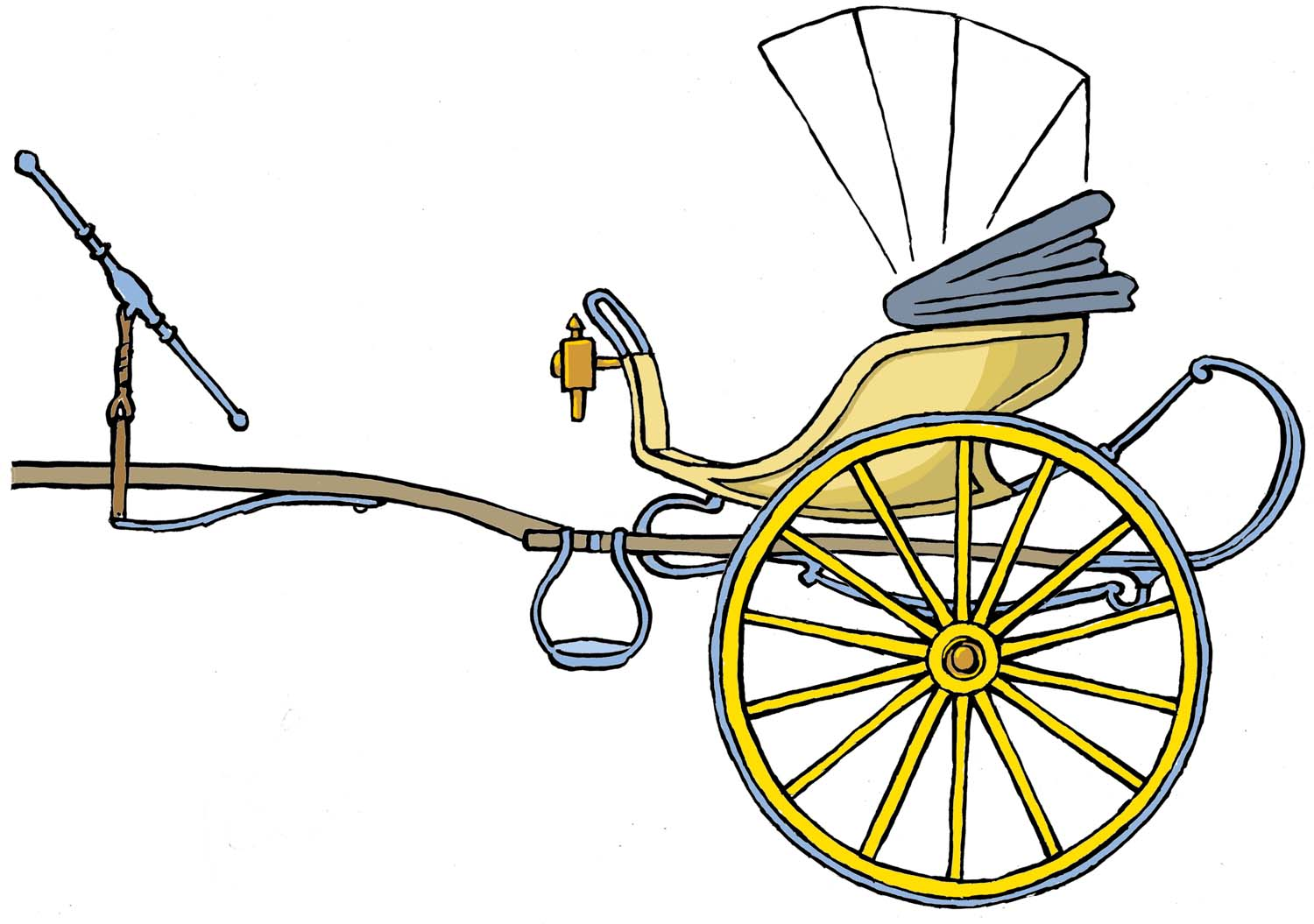
Schéma d'un carrick à ressorts en C, la pompe au-dessus du timon (dessin de Jean-Claude Pertuzé)

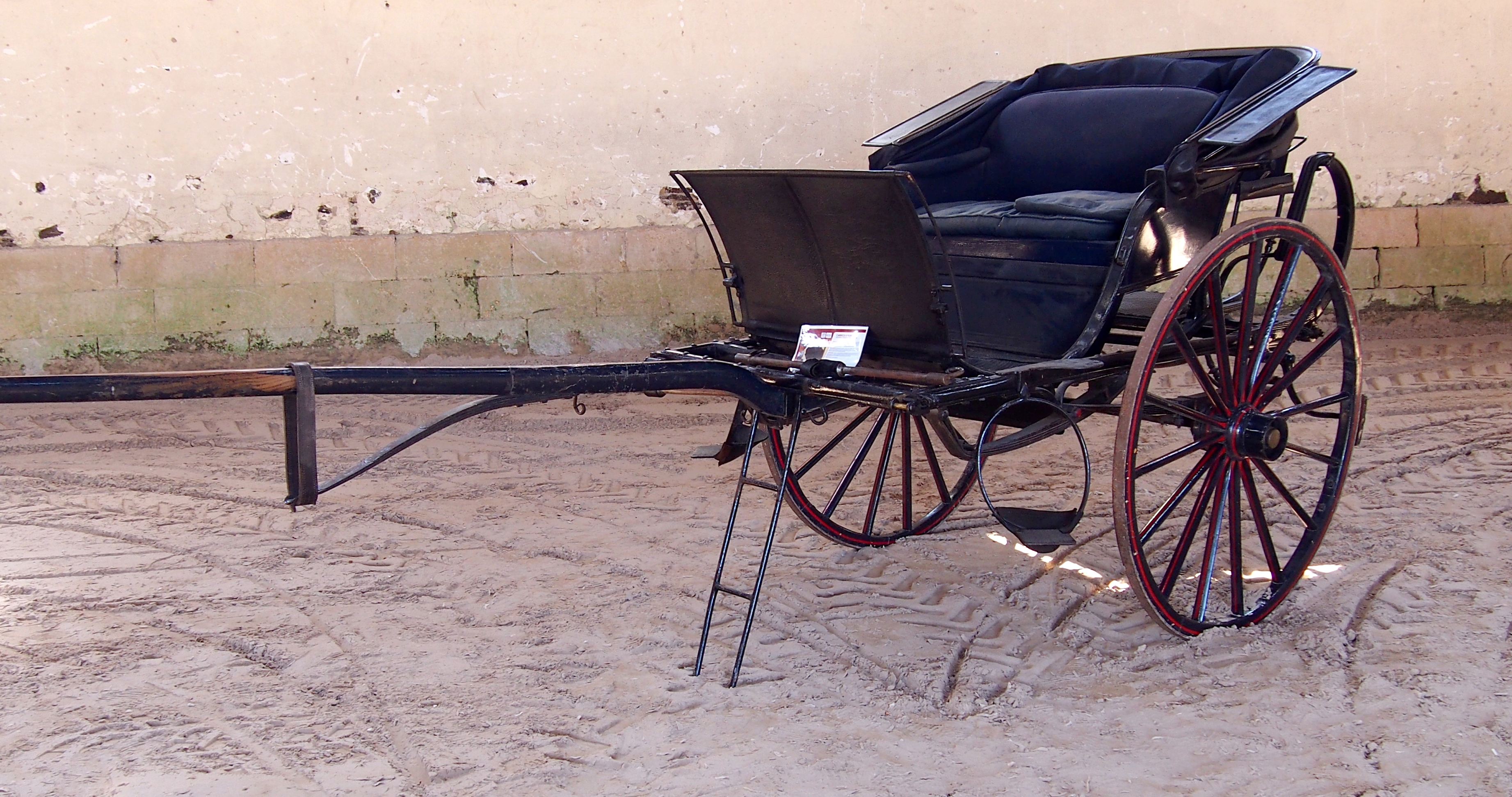
Un carrick à pompe (haras de Saint-Lô).

Le carrick est une voiture hippomobile assez semblable au cabriolet. Le terme carrick est un faux « mot anglais », forgé en France par imitation de l'anglais curricle, qui vient lui-même du latin curriculum, « course ».

## Caractéristiques
Le carrick est une voiture à deux roues, capote, siège pour deux personnes, le meneur et un passager. Mais il présente la particularité d'être attelé à deux chevaux, disposition rare pour une voiture à un seul essieu. Il se caractérise par la forme de sa caisse, les pieds corniers arrière (montants principaux de la caisse, aux quatre angles) étant à double galbe (en forme de S). À l'origine la caisse était suspendue par quatre mains. Plus tard le carrick fut suspendu avec deux ressorts en C surdimensionnés (ou col de cygne) à l'arrière, puis enfin à six ressorts. Un ou deux grooms pouvaient se tenir à l'arrière sur un marchepied ou un siège.
Le carrick à pompe était identique, mais conçu pour être tiré par deux chevaux attelés sans collier. La pompe, ou barre de poupées, est une barre horizontale en métal, plus ou moins ornementée, attachée de chaque côté au cheval, via une poupée, tige de fer vissée sur une sellette rembourrée. La pompe est reliée au centre à un ressort fixé au-dessous du timon. Ce dispositif oblige à avoir deux chevaux parfaitement appariés, de même taille et même allure. Si l'un tombe, il entraîne immanquablement la chute de l'autre et de la voiture.
Très élégant et prisé par les jeunes gens de la bonne société française et britannique, le carrick était très dangereux et il fut remplacé par le cabriolet ou le phaéton.

## Sources
- Joseph Jobé, Au temps des cochers, Lausanne, Edita-Lazarus, 1976.  (ISBN 2-88001-019-5)
- Lexique du cheval :